# Spoga+gafa
Международная выставка садоводства spoga+gafa — ведущая ярмарка в мире, которая предназначена для специалистов в области благоустройства приусадебных участков и загородных домов.

## История
Дебют садоводческой ярмарки состоялся в 1973 году, и с того времени она проходила один раз в два года в городе Кёльн, Германия. С 2011 года spoga+gafa проводится ежегодно в сентябре параллельно с осенней сессией Международной выставки коневодства и конного спорта spoga horse (4-6 сентября 2011). 

## Тематика и разделы
Выставка spoga+gafa отражает последние веяния садово-паркового искусства и представляет многообразие товаров для отдыха на природе. Мероприятие определяет нынешнее состояние отраслевого рынка и во многом обуславливает его развитие.

География участников мероприятия довольно широка – от основных игроков европейского рынка до представителей островных государств, число которых превышает две тысячи. Такие компании, как Elho, Barbecook, Koopman, Garvida, Soendgen Keramik, weka, Juliana, Lechuza, Heissner, Eurofar, демонстрируют новинки и расширенные линейки продукции в соответствующих тематике разделах:

- Засаждение участка (garden creation): садовая техника, инвентарь и инструмент, организация водоснабжения и освещения, растения и цветы, тенты и бассейны.
- Обустройство быта (garden living): садовая мебель, предметы интерьера и декора, гриль и барбекю, оборудование для кемпинга и отдыха на природе, спорта,  игр, товары для домашних животных.
- Уход за садом и огородом (garden care): удобрения, грунт, садовая техника, инструменты и вспомогательные материалы.
- Недорогие товары (garden basic): полезные вещи на даче в нижней ценовой категории, отвечающие актуальным тенденциям индустрии.
- Садовая мебель премиум-класса (garden unique): дизайнерские решения от лучших поставщиков.

## Сопроводительная программа

### Barbecue Park
В разделе Barbecue Park выставлены передовые технологические инновации в области производства кострового оборудования. В 2011 году экспоненты spoga+gafa наглядно покажут особенности приготовления блюд на мангале и решётке, в походной печи, гриль-барбекю.

### Plant Park
Сектор Plant Park предназначен для экспозиции новшеств растениеводства, а также является коммуникативной площадкой для селекционеров и продавцов.  

### IVG Messe-Talk
Немецкая ассоциация производителей товаров для садоводства Industrieverband Garten (IVG) e.V. совместно с организаторами проводят встречу для обсуждения первостепенных вопросов индустрии, где ожидается около 500 специалистов. 

### Boulevard of ideas
Под лозунгом «Экологически рациональные покупки» в шести зонах выставочного павильона, оформленных дизайнерами, пройдёт парад успешных идей по оформлению точек продаж. 

## Организатор и место проведения
Организатор и место проведения Международной выставки садоводства spoga+gafa — выставочный комплекс Koelnmesse в Кёльне. Одиннадцать крытых павильонов экспоцентра занимают площадь 284 тысяч кв.м., а пространство под открытым небом – 100 тысяч кв.м. Кёльнский выставочный комплекс ежегодно принимает около семидесяти международных событий и более двух тысяч конференций, которые посещают примерно 2,5 млн. человек из 220 стран.